# 马来西亚回教组织列表
马来西亚合法的回教组织分为在马来西亚社团注册局登记注册的非政府组织和政党。

## 非政府组织
- 马来西亚穆斯林联盟（ISMA）
- 马来西亚回教革新理事会（IKRAM）
- 世界穆斯林青年大会（英语：World Assembly of Muslim Youth）
- 回教宗教师和传教士大会
- 马来西亚回教青年运动（英语：Angkatan Belia Islam Malaysia）
- 马来西亚华人穆斯林协会
- 回教復兴前线组织（IRF）
- 回教姐妹组织
- 伊斯兰传统圈（LIT）
- 马来西亚回教学生联盟（GAMIS）

## 政党
有伊斯兰组织将他们的组织注册为政党。登记为政党而非仅仅是一个合法的非政府组织，有很多优点。注册为政党的伊斯兰组织有：
- 马来西亚伊斯兰党（PAS）
- 泛马来西亚伊斯兰阵线（BERJASA）
- 马来西亚穆斯林人民党（HAMIM）
- 马来西亚印裔穆斯林国民大会（英语：Malaysian Indian Muslim Congress）（KIMMA）
- 大马人民公正阵线（AKIM）
- 国家诚信党（AMANAH）
- 印裔穆斯林国民联盟政党（IMAN）

### 被查禁
- 泛马来亚宗教最高理事会（MATA）
- 马来亚穆斯林人民党（HM）